# Rubus picticaulis
Rubus picticaulis är en rosväxtart som beskrevs av Heinrich E. Weber. Rubus picticaulis ingår i släktet rubusar, och familjen rosväxter. Inga underarter finns listade i Catalogue of Life.